# مكتب برنامج البعثات الكوكبية
يُعتبر مكتب برنامج البعثات الكوكبية قسمًا تابعًا لوكالة ناسا ومقره في مركز مارشال لبعثات الفضاء، وقد أسسته مديرية البعثات العلمية التابعة للوكالة. باعتباره خلَفَ مكتب برنامجي ديسكفري والحدود الجديدة، فقد أُنشئ المكتب في العام 2014 لإدارة برامج ديكسفري والحدود الجديدة للبعثات منخفضة التكلفة ومتوسّطتها والتي تُنفذها مؤسسات طرف ثالث، وإدارة برنامج بعثات استكشاف المجموعة الشمسية بقيادة وكالة ناسا والذي يركز على أهداف علوم الكواكب ذات الأولوية. أُنشئت برامج ديسكفري والحدود الجديدة في الأعوام 1992 و2001 على التوالي، واشتركا في إطلاق أربع عشرة بعثة أولية، إضافة إلى بعثتين أُطلِقتا في ظلّ إدارة مكتب برنامج البعثات الكوكبية. تأسس برنامج استكشاف المجموعة الشمسية بالتزامن مع تأسيس المكتب، مع وجود خطة جاهزة تهدف لإطلاق ثلاث بعثات في إطار البرنامج الجديد.

## نبذة تاريخية
تأسس مكتب برنامج البعثات الكوكبية مع نهاية العام 2014 ضمن سلسلة من التغييرات التي طبقتها وكالة ناسا بعد إقرار قانون تخصيصات التجارة والعدالة والعلوم والوكالات ذات الصلة للعام 2015، والذي خصص 1,438 مليار دولار أمريكي للبعثات الكوكبية، ونتيجة لطلب إدارة أوباما للميزانية الفيدرالية للولايات المتحدة للعام 2016. يُعدّ مكتب برنامج البعثات الكوكبية بديلًا عن مكتب برنامج ديسكفري والحدود الجديدة، الذي أسس في العام 2004، ويشغل المقر السابق لذلك المكتب في مركز مارشال لبعثات الفضاء في هنتزفيل، بولاية ألاباما.
اضطلع مكتب برنامج البعثات الكوكبية بإدارة برنامجي ديسكفري والحدود الجديدة، إضافة إلى بعثة التحليقات المتعددة حول أوروبا، وإسهامات ناسا ضمن مهمة مستكشف أقمار المشتري الجليدية التابعة لوكالة الفضاء الأوروبية، في برنامج لم يحمل اسمًا حينذاك ولا علاقة له ببرنامجيّ ديسكفري والحدود الجديدة. في العام 2017، أُطلق على البرنامج اسم «برنامج استكشاف المجموعة الشمسية»، وتمدد ليضمّ مكون من مسبار دارت الفضائي التابع لناسا والمتبقي من بعثة أيدا الملغاة، وذلك عقب إنهاء وكالة الفضاء الأوروبية مساهمتها في البعثة في أواخر العام 2016.

## البرامج

### ديسكفري
تأسس برنامج ديسكفري في أواخر العام 1990، ليكون برنامجًا يُدير بعثات استكشاف المجموعة الشمسية منخفضة التكلفة وضيقة النطاق، وجاء ليتمّم أهداف برنامج راصد الكواكب. في أواخر ثمانينيات القرن الماضي، اختار صانعو القرار في وكالة ناسا البدء ببعثات مُكلفة وأشدّ طموحًا بغية التوسّع في تحقيق أهدافهم. شمل ذلك مبادرة استكشاف الفضاء في ظلّ إدارة جورج دبليو بوش، والتي وضعت خططًا لبناء محطة فضاء فريدوم وتأسيس برنامج بشري لاستكشاف القمر والمريخ. بالرغم من ذلك، أدت الحالات المستمرة لتجاوز التكاليف وغياب الدعم من كونغرس الولايات المتحدة إلى ظهور اتجاه يميل نحو البعثات ذات الحجم الأصغر، والأهداف الأقل طموحًا.
في بادئ الأمر، اقترح قسم استكشاف المجموعة الشمسية التابع لوكالة ناسا تأسيس برنامج جديد يتولى مسؤولية البعثات الصغيرة وغير المأهولة بعد برنامج راصد الكواكب، بالرغم من الشك الذي ساور أعضاء القسم نظرًا لمشاكل الميزانية التي مُني بها برنامج راصد الكواكب في ذلك الحين. وبدلًا من ذلك تقرر أن يُصاغ البرنامج على غرار برنامج إكسبلورر، بناءً على نصيحة الموظف في إكسبلور، توم كريميغيس. بموجب هذا النموذج، حصل البرنامج على دعم من مدير ناسا في ذلك الوقت دانيال إس غولدين، وجاءت موافقة الكونغرس على البرنامج رسميًا في العام 1992. في الأصل كانت بعثة ملتقي الكويكبات القريبة من الأرض –شوميكر تابعة لبرنامج راصد الكواكب، ثمّ أوكلت إدارتها إلى برنامج ديسكفري، بعد أن خلُص كلّ مِن مختبر الدفع النفاث ومختبر الفيزياء التطبيقية أن البعثة كان من الممكن تطبيقها بميزانية أقلّ مما كان مخططًا له ابتداءً. وصلت تكلفة بعثتها النهائية إلى 224 مليون دولار أمريكي. إضافة إلى ذلك أُسندت مهمة مارس باثفايندر إلى نفس البرنامج ضمن سلسلة من إجراءات خفض التكاليف في برنامج المسح البيئي للمريخ التابع لمبادرة استكشاف الفضاء، بعد خسارته لمسباره الفضائي الرئيسي، مارس أوبزيرفر.